# 小行星12100
小行星12100（12100 Amiens）是一颗绕太阳运转的小行星，为主小行星带小行星。该小行星于1998年4月19日发现。

## 轨道参数
小行星12100的轨道半长轴为388 643 147 km，2.5978820 UA，离心率为0.040。